# Evagri del Pont
Evagri del Pont, en llatí Evagrius, en grec antic Εὐάγριος, fou un asceta i escriptor eclesiàstic georgià. Va néixer a Ibora, petita vila del Pont a la costa, prop de la boca del riu Halis, probablement habitada per ibers del Caucas. Nicèfor Cal·list Xantopul diu que formava part de les tribus dels ibers, però Jeroni d'Estridó l'anomena Hiperborita i no Iberita. El seu pare fou prevere o potser chorepiscopus i ell mateix va ser educat per Gregori de Nazianz.
Fou nomenat lector pel bisbe Basili i diaca per Gregori de Nazianz (segons Sòcrates Escolàstic a Constantinoble, i Sozomen diu que de Nazianz el va fer ardiaca quan va ser patriarca a Constantinoble). Va anar a Constantinoble entre els anys 379, 380 o 381.
Segons Pal·ladi d'Helenòpolis Gregori el va fer anar a Constantinoble quan es va celebrar el Primer Concili, i el va deixar sota el patronatge del patriarca Nectari, que va succeir a Gregori de Nazianz. Pal·ladi diu que es va distingir en les discussions de les controvèrsies religioses "portat per l'ardor de la joventut a oposar-se a qualsevol forma d'heretgia".
La seva popularitat es va veure incrementada per la bellesa de la seva persona, i sembla que va trobar l'afecte d'una dama casada d'alt rang. Evagri va lluitar contra la temptació, amb resultats dubtosos, però un somni li va fer proferir un solemne jurament de sortir de Constantinoble. Fent això, segons Sozomen, va salvar no només la seva ànima, sinó també la vida, ja que el marit de la dama el buscava per matar-lo. El seu primer viatge el va portar a Jerusalem, però aviat va voler tornar, encara que finalment fou convençut per unes malalties que va patir i ajudat per les exhortacions de Melània Romana, una dama que portava una vida religiosa i era molt eminent, finalment va marxar a Egipte (vers 382) on va restar en vida ascètica la resta de la seva vida als turons de Nítria en un dels monestir de Scetis o Scitis o bé al desert, on va coincidir amb altres ascetes com els dos Macaris, Macari el Gran i Macari d'Alexandria, Ammoni, i altres, atret per la reputació que tenien per la seva santedat, pel poder de fer miracles, sobretot de curar els malalts i treure els dimonis. Jeroni d'Estridó diu que divulgava l'hesicasme, un sistema propi de la tradició eremítica ortodoxa (i d'altres esglésies de ritu bizantí), que defensava la pràctica (grec: ἡσυχάζω, 'per mantenir la quietud') i es basa en la quietud interior com a representació del camí de l'ésser humà cap a Déu, a través de l'exercici de la pregària del cor i la disciplina ascètica del cos.
Va morir vers el 399 amb uns 54 anys.
És considerat autor dels següents llibres, encara que hi ha moltes dificultats per establir-ho, ja que alguns només es coneixen per citacions d'escriptors antics, altres només existeixen en versió llatina, i d'alguns només n'hi ha escassos fragments:
1. Μοναχὸς (o Μοναχικὸς) ἢ περὶ Πρακτικῆς. (Pràctica monàstica o pràctica dels monjos)
2. Γνωστικὸς ἢ ποὸς τὸν καταξιωθέντα (o περὶ τοῦ καταξιωθέντος) γνάσεωςen 50 capítols, i Ἑξακόσια Προγνωστικὰ Προβλήματα, dues obres separades que potser formaven part del llibre Ίερά (Sacerdot) que menciona Pal·ladi. La segona obra contenia sentències.
3. Ἀντιρρητικὸς (o Ἀντιρρητικὰ) ἀπὸ τῶν θείων λραφῶν, πρὸς τοὺς πειράζοντας δαίμονας. Dividida en vuit seccions que corresponen als vuit pensaments malvats.
4. Στίχηρα δύο. Dues col·leccions de sentències probablement en vers, la primera dedicada als cenobites o monjos i l'altra a unes dones verges o a dones dedicades a una vida de virginitat.
5. Τῶν κατὰ Μοναχῶν πραγμάτων τὰ αἴτια, potser una obra que Jeroni d'Estridó diu que parlava de la vida dels monjos i que incloïa sentències.
6. Εἰς τὸ ΠΙΠΙ (יהוה), o el Tetragrammaton i altres noms de Déu.
7. Κεφάλαια λγ καί ἀκολουθίαν.
8. Πνευματικαὶ γνῶμαι κατὰ ἀλφάβητον.
9. Ἕτεραι γυῶμαι. Aquesta obra i les dues anteriors han estat atribuïdes a Nil d'Ancira.
10. Vida del monjo Pacrom o Pacromios
11. Un sermó sobre la Trinitat
12. Ὑπομνήματα εἰς Παροιμίας τοῦ Σολομώντος, citat per Suides. Un llibre sobre els refranys de Salomó.
13. Περὶ Λογισμῶν,
14. Ἀποφθέγματα περὶ τῶν μεγάλων γερόντων. Aquesta obra i l'anterior existeixen actualment.

L'autenticitat de les diverses obres s'ha de considerar dubtosa. Jeroni diu que les seves obres es llegien en grec a Orient i en llatí a Occident, traduïdes per Rufí, un deixeble d'Evagri.